# Botrugno
Botrugno is een gemeente in de Italiaanse provincie Lecce (regio Apulië) en telt 2847 inwoners (31-12-2011). De oppervlakte bedraagt 9,7 km², de bevolkingsdichtheid is 311 inwoners per km².

## Demografie
Botrugno telt ongeveer 1050 huishoudens. Het aantal inwoners daalde in de periode 1991-2001 met 0,7% volgens cijfers uit de tienjaarlijkse volkstellingen van ISTAT.
| Jaar | Inwoneraantal |
| ---- | ------------- |
| 1991 | 3069          |
| 2001 | 3046          |
| 2011 | 2847          |

## Geografie
Botrugno grenst aan de volgende gemeenten: San Cassiano, Sanarica, Scorrano, Supersano.

## Externe link

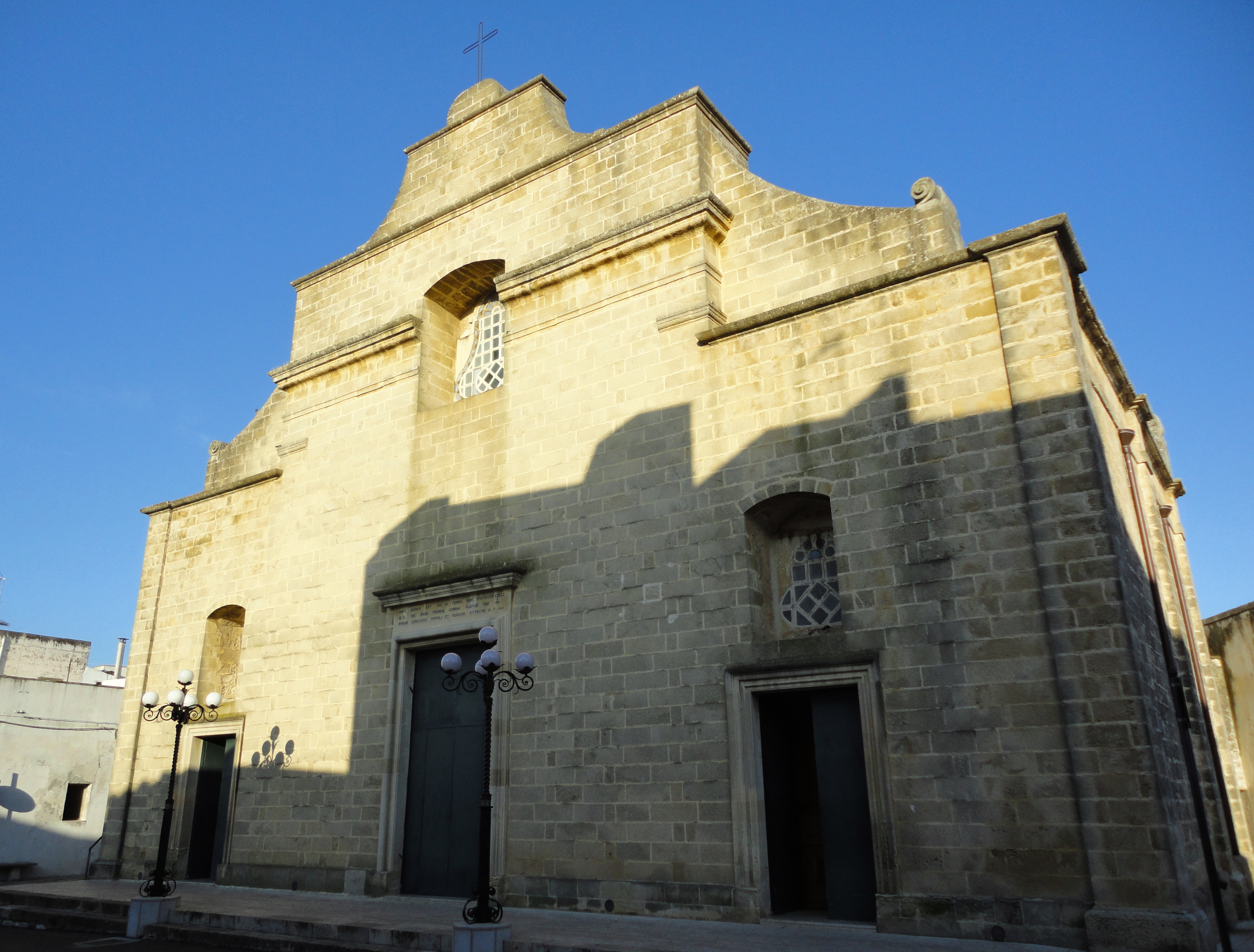
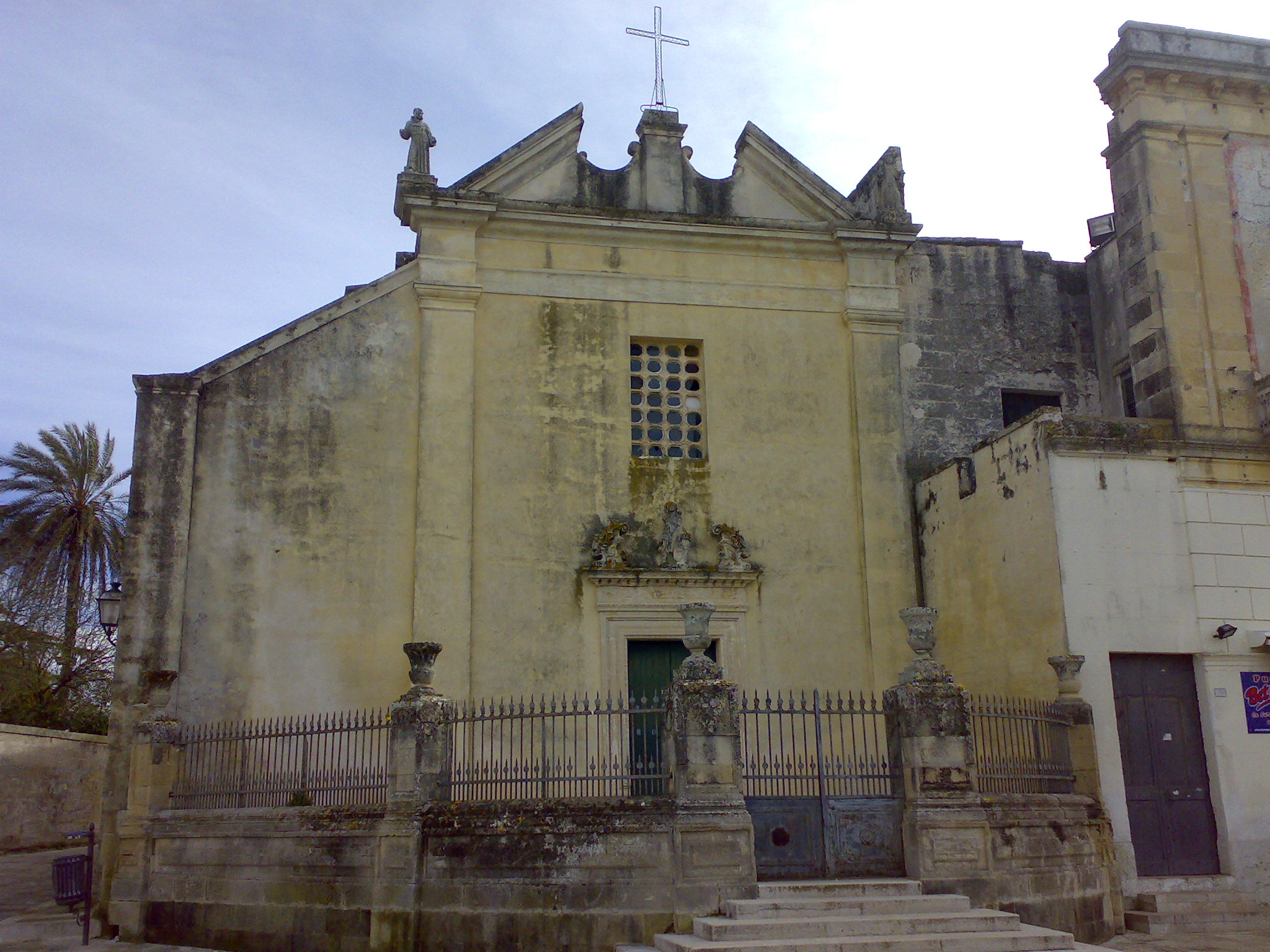
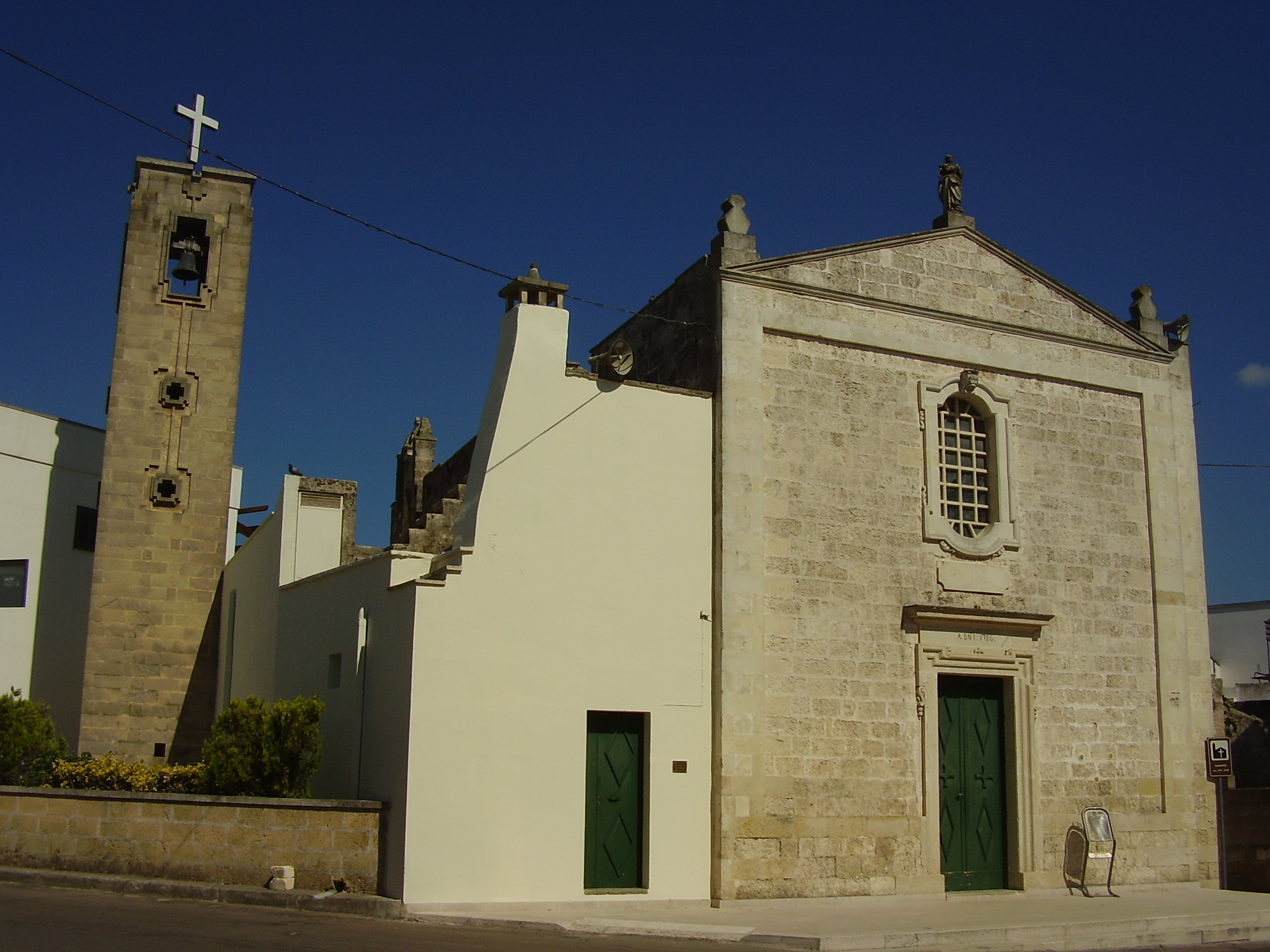
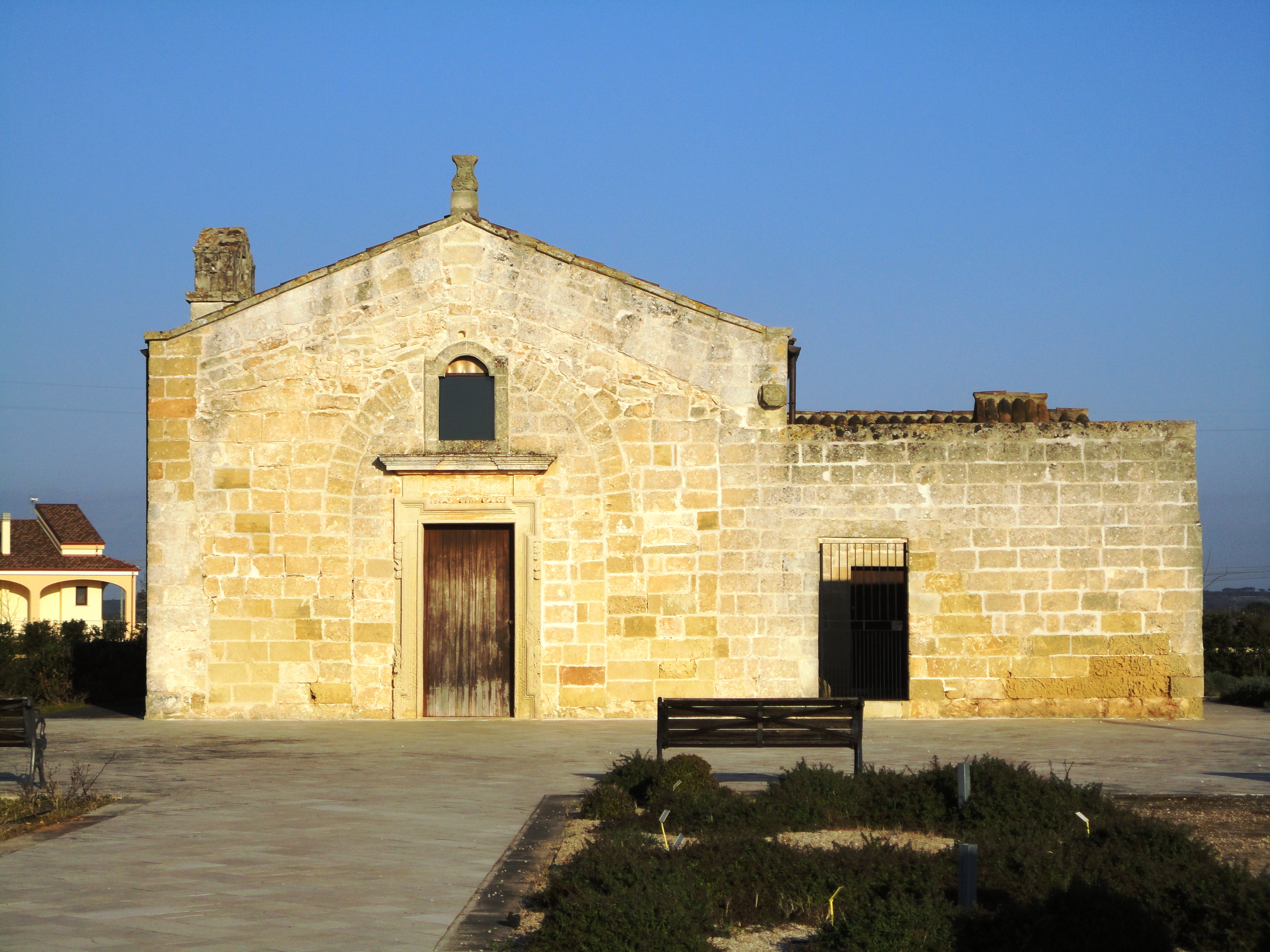
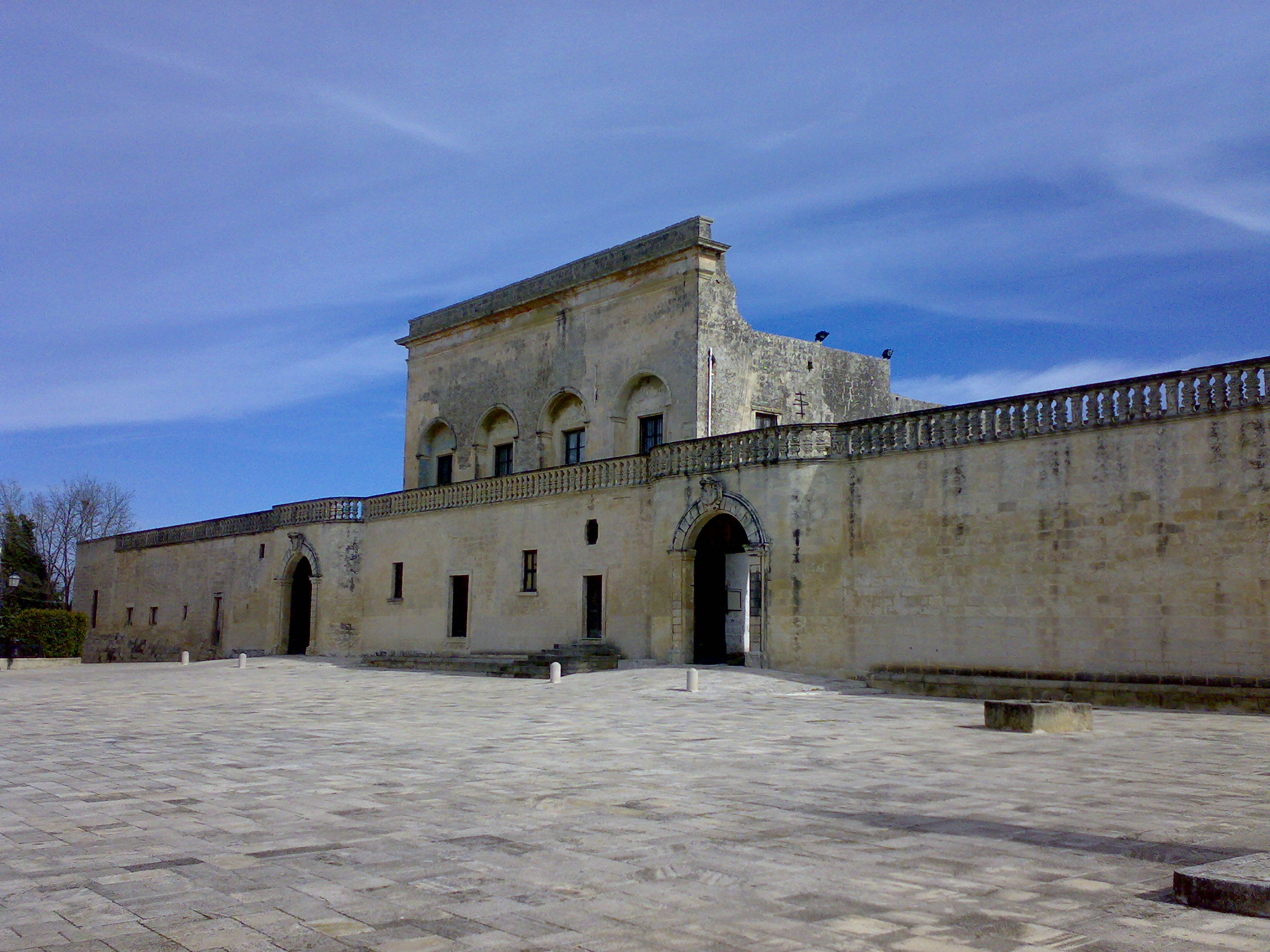